# モーニング刑事。抱いてHOLD ON ME! (アルバム)
『モーニング刑事。抱いてHOLD ON ME!』（モーニングコップ だいてホールド オン ミー）は、1998年9月30日にリリースされた、同名映画のミニアルバム（サウンドトラック）である。

## 概要
- 平家みちよとモーニング娘。が主演した映画『モーニング刑事。抱いてHOLD ON ME!』のサウンドトラックであるが、収録楽曲の殆どは平家みちよとモーニング娘。による挿入曲であり、両者のミニアルバム扱いとなっている。
- 収録曲の中には劇中、オープニングとして使われた「だけど　愛しすぎて(Mix for Screen)」（後に平家みちよの4thシングルとしてリカット・シングル化された）は収録されているが、エンディングの「抱いてHOLD ON ME!」は劇中で使用されたものではなく、このアルバム用のリミックスが収録されている。なお、シングルで発売されたオリジナルの「抱いてHOLD ON ME!」も、劇中のエンディングで使われた物とは、メンバーのパート割りなどが異なる別バージョンであり、この映画のエンディングで使われていた物は、2005年に発売された12cm版シングル「抱いてHOLD ON ME!」のボーナストラックに「抱いてHOLD ON ME!（「モーニング刑事」Version）」として収録されている。
- 劇中ではモーニング娘。が「サマーナイトタウン」を披露するシーンがあったが、このアルバムには収録されていない。

## 収録曲
1. だけど 愛しすぎて（Mix for Screen） [3:46]
歌：平家みちよ
作詞：牧穂エミ、作曲：はたけ
2. おねがいネイル [4:23]
歌：平家みちよ&モーニング娘。
作詞・作曲：つんく
3. ヨロシク! [3:13]
歌：モーニング娘。
作詞・作曲：つんく
4. 恋のABC [2:35]
歌：モーニング娘。
作詞・作曲：つんく
5. 強くならなくちゃ…ね [4:44]
歌：平家みちよ
作詞：牧穂エミ、作曲：はたけ
6. 抱いてHOLD ON ME!（Sexy Long version） [5:53]
歌：モーニング娘。
作詞・作曲：つんく